# كلارك مكولي
كلارك مكولي (بالإنجليزية: Clark McCauley) هو عالم نفس أمريكي، ولد في 1943.